# Districtul Sung Noen
Sung Noen (în thailandeză สูงเนิน) este un district (Amphoe) din provincia Nakhon Ratchasima, Thailanda, cu o populație de 82.383 de locuitori și o suprafață de 782,9 km².